# Jan Frolík (básník)
Jan Frolík (* 7. srpna 1948 Kardašova Řečice) je český básník, editor a amatérský ornitolog, téměř po celý život úzce spjatý se svým rodným městem, ve kterém obývá dům, v němž se narodil. Je známý básněmi krátké formy, především haiku. Do roku 2024 vydal devět samostatných sbírek poezie a je zastoupen v řadě antologií, včetně cizojazyčných.

## Životopis
Frolík se narodil jako jediné dítě z druhého manželství správce kardašovořečické pobočky hospodářského družstva Kooperativa Františka Frolíka a švadleny Zdeňky Frolíkové. Matka pocházela z rodiny sloužících na paarovském zámku v Bechyni, rodové kořeny však měla mezi kardašovořečickými chalupníky, otec pocházel ze starých selských rodů z Hůrek u Lišova. 
V knihách Seminář Poezie, Frantovo Pole a jiná čtrnáctiverší se Frolík zmiňuje i o řadě svých dalších příbuzných. V celém díle pak mapuje i zanikající maloměstskou historii rodné obce, jak ji zpodobňovaly nedělní bohoslužby a korza po nich, fotbalové zápasy, hospody, klevetění v ulicích, školní zážitky či zemědělské práce v průběhu roku. 
Rané Frolíkovo dětství silně ovlivnila perzekuce otce, přesvědčeného katolíka a antikomunisty, který byl na počátku 50. let křivě obviněn ze sabotáže, zatčen, vsazen do vazby a po propuštění vyhozen z práce. Frolíkovo dětství a dospívání také silně poznamenala prudérní katolická výchova v rodině. V komentářích ke sbírce Frantovo pole se Frolík sám zmiňuje, že jeho dětství se odehrávalo na pozadí kostela, kde také Frolík ministroval. Hluboce se zapsala i setkání s řádem školských sester de Notre Dame, které sídlily v zámku nedaleko rodného domu.
Po ukončení Základní školy nastoupil Frolík v roce 1963 na matematicko-fyzikální větev SVVŠ  (gymnázia) v J. Hradci, kde se však dostal do psychické krize, umocněné i prudérní náboženskou výchovou, a na podzim 1965 se pak léčil z těžkých depresí  v Psychiatrické  léčebně v Jihlavě. Roku 1967 odmaturoval na SVVŠ v Soběslavi a byl přijat ke studiu češtiny a dějepisu na Pedagogické fakultě v Českých Budějovicích, které absolvoval v roce 1972, avšak kvůli svým politickým postojům nebyl školou doporučen k vykonávání učitelské profese. 
Poté co ho odbor školství v J. Hradci přesto zaměstnal, a to v K. Řečici, byl po zásahu z KNV v Č. Budějovicích potrestán přeložením do pohraniční obce Rapšachu, odkud po roce a půl odešel do výroby a pracoval na pile v K. Řečici. Když se r. 1965 oženil a s manželkou přestěhoval do Českých Velenic, živil se zde vykládáním vagónů a závozničením v Zásobovacím skladu železnic. V letech 1977 až 1981 organizoval zájmovou přírodovědnou činnost v Domech pionýrů a mládeže v Třeboni a Jindřichově Hradci. V této době se mu narodili dcera a syn. Roku 1982 mu bylo dovoleno vrátit se k původnímu povolání a učil na Základních školách v Kunžaku, J. Hradci a K. Řečici, z vystudované aprobace však postupně přešel na výuku přírodopisu a pěstitelství. Roku 2011 odešel do důchodu.

## Dílo
Frolíkovy básně vyšly v časopisech Host do domu (8/1968), Literární noviny, Tvar (6/1998), Listy, Jihočeská pravda, Souvislosti (2/2013, 3/2020), A2 (7/2018, 13/2011, 26/2009, 29/2008) aj.

### Básnické sbírky
- Seminář poezie, Pražská imaginace, 1991
- Útěcha z ornitologie, FRA, 2012
- Haiku to nevysvětlí, EPIKA, 2013
- Sardinku znal jsem rozpustilou, EPIKA, 2013 – svazek limeriků pro děti
- Atlantida (verše z mladších let), EPIKA 2014
- Pěti zuby směje se na pravnouče, Dobrý důvod, 2019
- Frantovo pole, Dobrý důvod, 2021 – 37 básní, čtrnáctiverší blízká sonetu
- Sardinku znal jsem rozpustilou, Běžiliška, 2023 – zkrácené vydání v rámci edice mikroliška
- Básníku, ptáčkaři, putykáři, EPIKA, 2024

### Antologie, sborníky
- Prameny, Růže 1973
- Nejlepší české básně, Host, 2013
- Řečická haiku, Epika, 2014 - oddíl Můra na skle. Publikace spolu s Alešem Šindelářem, haiku vzniklá v K. Řečici
- Tři, Epika, 2016 - oddíl Setmělý peron, odstavený vlak.
- Hodiny se zastavily, ale jenom na kus řeči, Epika, 2016 - dvacet sedm básní pro děti
- Řečická haiku II, Epika, 2017 -  oddíl V měchýřku mochyně. spolu s Alešem Šindelářem, haiku vzniklá v K. Řečici
- Krátká báseň, Protimluv, 2020 - výběr tří haiku
- Šálek dál hřeje dlaně, Dharma Gaia, 2020

### Překlady
- Gwiazda za gwiazdą, Miniatura Krakov, 2005
- Fuga No Makoto, Ten Years of the World Haiku Review, 2019 - elektronický čtvrtletník

Některé básně byly přeloženy do němčiny a běloruštiny.

### Překladová činnost
Za přispění k překladové literatuře by se dala považovat Frolíkovo přebásnění překladu textů běloruského obrozeneckého básníka Maxima Bahdanoviče (Přetržený náhrdelník, Národní Slovanská knihovna, 2017) Básně do výboru z díla vybral, uspořádal, z běloruštiny přeložil a komentářem opatřil Max Ščur. Najdeme zde přírodní i sociální lyriku, básně milostné, historické i hluboce osobní.
Samostatnou kapitolou by mohlo být i přebásnění veršů řečického rodáka Boleslava Jablonského do současné češtiny. V jubilejní antologii  Zaneste city mé ku klidné Řečici... zařadil osmiverší z cyklu Salomon neboli moudrost otcovská. Znovu pak vyšla v roce 2020 v revue Souvislosti.

### Próza
Esej K taxonomii ptáků vylétajících z knih vyšel vyšel ve sborníku VŠKK Rukopis+ 4 a jedná se v něm o jakousi laickou komparatistiku.

### Editorská činnost
Jako editor připravil antologii textů Zaneste city mé ku klidné Řečici...(2012) Jedná se o knihu vydanou při příležitosti 200. výročí narození obrozeneckého básníka Boleslava Jablonského, která je věnovana i jeho rodišti městečku Kardašově řečici.